# The Masses
The Masses byl obrazový socialistický americký měsíčník vydávaný mezi lety 1911 a 1917. The Masses byl nucen ukončit svoji činnost, jelikož státní zástupci Spojených států vznesli obvinění proti editorům měsíčníku za, brání branné povinnosti. Nástupcem byly The Liberator a později The New Masses. Měsíčník publikoval reportáže, básně, fikci a umění od soudobých radikálních vůdců, jako byli Max Eastman, John Reed, Dorothy Day a Floyd Dell.

## Významní přispěvatelé
- Sherwood Anderson
- Cornelia Barns
- George Bellows
- Louise Bryantová
- Arthur B. Davies
- Dorothy Day
- Floyd Dell
- Max Eastman
- Wanda Gag
- Henry J. Glintenkamp
- Jack London
- Amy Lowell
- Mabel Dodge Luhan
- Inez Milholland
- Robert Minor
- Pablo Picasso
- John Reed
- Boardman Robinson
- Carl Sandburg
- John French Sloan
- Upton Sinclair
- Louis Untermeyer
- Mary Heaton Vorse
- Art Young